# Siebeneichen (Demmin)
Siebeneichen ist ein Ortsteil der Hansestadt Demmin. Der Ort liegt südlich der Bundesstraße 110 am Nordrand des Tollensetals. Siebeneichen geht auf ein Ackerwerk zurück, dass wahrscheinlich in der ersten Hälfte des 19. Jahrhunderts in einer gleichnamigen Holzung angelegt wurde. 1862 hatte Siebeneichen 21 Einwohner.
Von 1897 bis 1945 führte die sogenannte „Ostbahn“ der Demminer Bahnen durch den Ort. Der örtliche, damals bahneigene Kiestagebau wurde 1927 angeschlossen. Die Fläche des nördlich des Ortes beiderseits der Zufahrtsstraße zur B 110 gelegenen Kiesabbaugebietes beträgt circa 35 Hektar. Ein Teil des abgebauten Kieses dient dem nordwestlich an der B 110 gelegenen Kalksandsteinwerk als Rohstoff.